# Gustav von Rochow

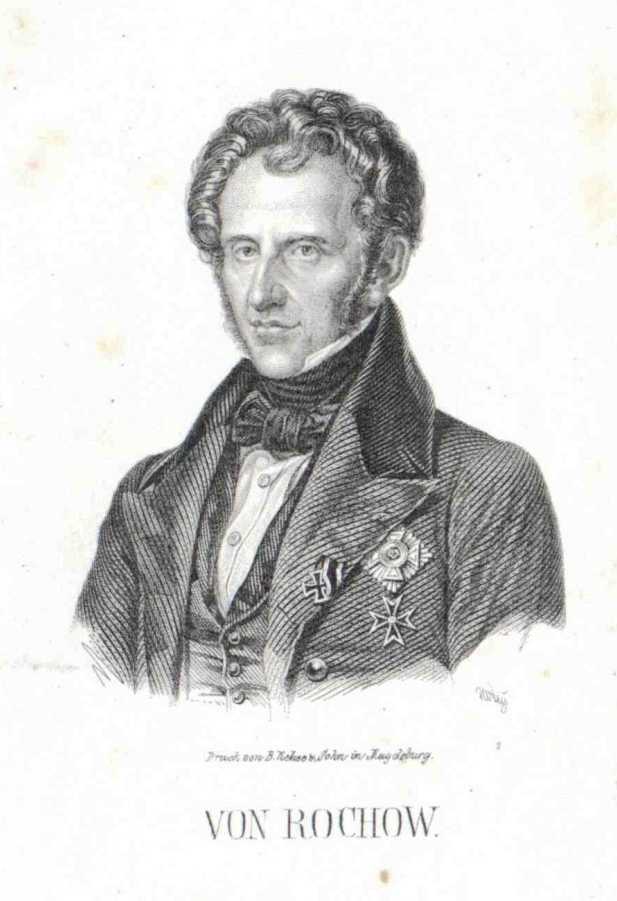
Gustav von Rochow

Gustav Adolf Rochus von Rochow (* 1. Oktober 1792 auf Schloss Nennhausen bei Rathenow; † 11. September 1847 auf Schloss Reckahn, Kreis Zauch-Belzig) war königlich preußischer Innen- und Staatsminister. Er gilt als Reformer des preußischen Zuchthauswesens, war Verfasser des preußischen Eisenbahngesetzes und Mitinitiator der Gründung des Dampfkesselüberwachungsvereins (ein Vorläufer des TÜV).

## Familie
Gustav von Rochow entstammte einem märkischen Adelsgeschlecht, das ursprünglich aus der Schweiz stammte und im 11. Jahrhundert in Richtung Brandenburg zog, um die dort ansässigen Wenden zu belagern. So kam die Adelsfamilie zu ihrem ersten Besitz in der Mark, dem Ort Rochow – siehe auch Familie von Rochow. Er war der Sohn des Gutsbesitzers Friedrich Heinrich Adolf Ludwig von Rochow (1770–1799), Gutsherr auf Jeserig und Neuhaus sowie Domherr zu Minden, und der Schriftstellerin und Dichterin Caroline, geborene von Briest (1773–1831). Der Generalleutnant Theodor von Rochow war sein Bruder. Seine Schwester Klara (1796–1865) war mit dem Generalleutnant Friedrich Heinrich Ludwig von Pfuel verheiratet. Nach der Scheidung (1798) heiratete die Mutter in zweiter Ehe im Jahr 1803 den „märkischen Dichterfürsten“, Schriftsteller und preußischen Major Friedrich Baron de la Motte-Fouqué (1777–1843).

## Leben
Nach der Scheidung seiner Eltern und dem frühen Tod seines Vaters wuchs Rochow zunächst bis zu seinem 14. Lebensjahr (1806) bei seinen Großeltern mütterlicherseits, dem preußischen Rittmeister August von Briest und dessen Ehefrau Caroline Wilhelmine, geborene Zinnow, auf deren Gut Nennhausen bei Rathenow auf.
Nach seinem Schulabschluss am Gymnasium zum Grauen Kloster in Berlin studierte er ab 1810 Rechtswissenschaften an den Universitäten Heidelberg und Göttingen. In Göttingen war er Mitglied des Corps Vandalia. Später nahm er an den Befreiungskriegen teil, aus denen er erst 1816 zurückkehrte.
Ab 1816 verwaltete er die väterlichen Güter und wurde Kammerherr. 1818 heiratete Rochow Caroline von der Marwitz (1792–1857), die Hofdame der Prinzessin Marianne von Preußen und Tochter des Hofmarschalls Behrendt von der Marwitz. Im Jahr 1822 wurde er von seinen Standesgenossen im Westhavelland zu ihrem Kreisdeputierten der Neumark gewählt und zum Protokollführer auch bei allen anderen Provinzialständen berufen.
1823 trat Rochow in den preußischen Staatsdienst ein und wurde Mitglied der Hauptverwaltung der Staatsschulden, die die Regelung der durch die Befreiungskriege entstandenen Schulden zu organisieren hatte. Später war Rochow Vortragender Rat im Innenministerium und Protokollführer der „Königlichen Immediat-Untersuchungskommission zur Ermittlung hochverräterischer Verbindungen und staatsgefährlicher Umtriebe“. Im Jahr 1826 wurde er zum Geheimen Oberregierungsrat ernannt. Von 1831 bis 1834 war er schließlich Regierungspräsident in Merseburg.
Den Höhepunkt seiner beruflichen Karriere erlebte Rochow am 28. April 1834, als er durch gezielte Unterstützung von Fürst Wilhelm zu Sayn-Wittgenstein-Hohenstein (1770–1851) zum „Minister des Innern und der Polizei“ ernannt wurde. Am Tag zuvor hatte ihm Wittgenstein schon geschrieben: „Es ist nun alles in Ordnung: Das Schiff wird nun bald vom Stapel laufen. Richten (Sie) sich ..... so ein, dass Sie bald auslaufen können.“ Ursprünglich sollte Rochow eigentlich nur Polizeidirektor werden und den amtierenden Staatsminister Gustav von Brenn entlasten. Doch Rochow hielt Brenn als Polizeiminister für unfähig und weigerte sich schlicht, unter diesem zu dienen. Außerdem glaubte er von sich selbst, besser zum Minister als zum Abteilungsleiter geeignet zu sein. So wurde Brenn schließlich in das Amt des „Innenministers für Gewerbeangelegenheiten“ abgedrängt, das durch den Abschied Friedrich von Schuckmanns Anfang 1834 frei geworden war.

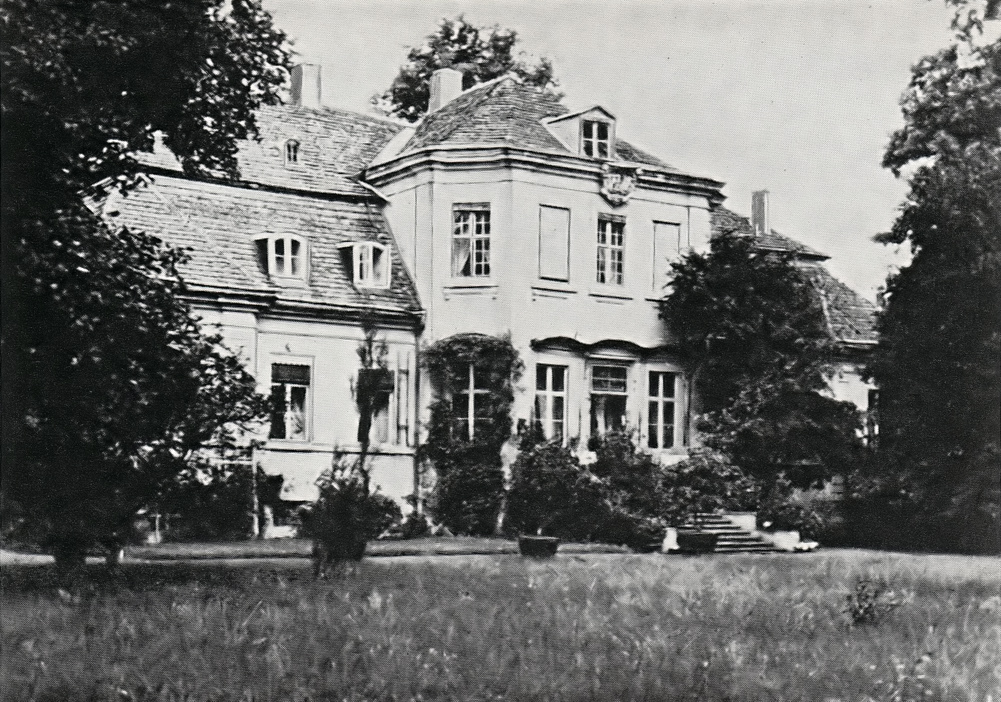
Schloss Reckahn in Brandenburg

In seiner Position als Minister des Innern (Polizeiminister) wurde Rochow 1835 Mitglied der preußischen Staatsregierung. Am 1. Mai / 13. Juni 1842 schied er aus gesundheitlichen Gründen aus dem Amt des Polizeiministers aus und zog sich auf das Familienschloss Reckahn zurück, doch behielt er den Rang eines Staatsministers bis zu seinem Tod. Von 1844 bis 1847 war er Präsident des Preußischen Staatsrats.
Der konservative Rochow begünstigte während seiner Amtszeit die Unterdrückung oppositioneller Bewegungen. So erregte er 1837/1838 mit seiner Äußerung vom „beschränkten Untertanenverstand“ besonders die liberalen Kreise in Deutschland (zur Freiheitsbewegung der 1830er Jahre siehe: Hambacher Fest): Nach der Entlassung der „Göttinger Sieben“ (sieben Professoren der Universität Göttingen, darunter die Gebrüder Grimm, die gegen den Verfassungsbruch des demokratie-feindlichen hannoverschen Königs Ernst August I. protestiert hatten) beschied Rochow in einem „amtlichen Verweis“ den Bürgern von Elbing, vertreten durch den Stadtverordneten-Vorsteher Jacob von Riesen, die sich für ihren Landsmann, den Staatsrechtler Wilhelm Eduard Albrecht (1800–1876) eingesetzt hatten: „Es ziemt dem Untertanen, seinem Könige und Landesherrn schuldigen Gehorsam zu leisten und sich bei Befolgung der an ihn ergehenden Befehle mit der Verantwortlichkeit zu beruhigen, welche die von Gott eingesetzte Obrigkeit dafür übernimmt; aber es ziemt ihm nicht, an die Handlungen des Staatsoberhauptes den Maßstab seiner beschränkten Einsicht anzulegen und sich in dünkelhaftem Übermute ein öffentliches Urteil über die Rechtmäßigkeit derselben anzumaßen.“ Dieses Wort vom „beschränkten Untertanenverstand“ kursierte noch lange Zeit in der liberalen Presse und wurde in seiner Umkehrung („beschränkter Gustav“) auch gegen ihn selbst verwandt.